# 日本いにしえの旅
日本いにしえの旅（にほんいにしえのたび）は、BSフジで2007年6月17日から2010年5月3日まで放送されていた、カートプロモーションによる紀行番組である。ハイビジョン制作。

## 概要
全国津々浦々、四季折々、日本古来の歴史ある場所を旅人が訪れては視聴者に紹介する。旅人は毎回異なる2名だが、ナレーターは毎回伊藤つかさが担当している。タイトル文字は、書道六段の出合正幸による毛書体で書かれたロゴを毎回使用している。
各回とも、放送日、放送時間などは不規則。基本的に一度放送されてからも再放送される。

## 放送日時・サブタイトル・出演者・スタッフ
| 各回   | 初回放送日時                | サブタイトル           | 旅人                                 | ナレーター | ディレクター | プロデューサー |
| ------ | --------------------------- | ---------------------- | ------------------------------------ | ---------- | ------------ | -------------- |
| 第一回 | 2007年6月17日 22:00～22:55  | ～桜の里、吉野へ。～   | 伊藤つかさ、竹内凛                   | 伊藤つかさ | 仁禮義裕     | 柿崎裕治       |
| 第二回 | 2007年8月26日 23:00～23:55  | ～緑深き、みちのくへ～ | 出合正幸、竹内凛                     | 伊藤つかさ | 外山裕人     | 柿崎裕治       |
| 第三回 | 2007年10月28日 22:00～22:55 | ～風林火山への道～     | 伊藤つかさ、竹内凛                   | 伊藤つかさ | 外山裕人     | 柿崎裕治       |
| 第四回 | 2007年12月26日 20:00～20:55 | ～晩秋 京の都～        | 伊藤つかさ、清水浩智                 | 伊藤つかさ | 小野寺昭憲   | 柿崎裕治       |
| 第五回 | 2008年4月20日 21:00～21:55  | ～谷深き、木曽の路～   | 出合正幸、竹内凛                     | 伊藤つかさ | 小野寺昭憲   | 柿崎裕治       |
| 第六回 | 2008年9月22日 20:00～20:55  | ～水清き、カムロの里～ | 伊藤つかさ、鵜飼真帆                 | 伊藤つかさ | 小野寺昭憲   | 柿崎裕治       |
| 第七回 | 2008年12月22日 20:00～20:55 | ～もののふの都、鎌倉～ | 村上幸平、出合正幸、竹内凛、山木まこ | 伊藤つかさ | 小野寺昭憲   | 柿崎裕治       |
| 第八回 | 2010年5月3日 18:00～18:55   | ～杜の都、仙台～       | 柏進、竹島由夏                       | 竹島由夏   | 小野寺昭憲   | 柿崎裕治       |